# Pálmafa (település)
Pálmafa (korábban Pussócz, szlovénül: Puževci, vendül Pužavci) falu Szlovéniában, Muravidéken, Pomurska régióban. Közigazgatásilag Battyándhoz tartozik.

## Fekvése
Muraszombattól 10 km-re északnyugatra,  a Lendva-patak és a Bodó- (vagy Bodonci) patak összefolyásánál fekszik. Pálmafa útmenti település. Két része Felső- és Alsó-Pálmafa. Az alsó része sík területen, a Ravenskón található, a felső a Vendvidéki-dombság (Goričko) lejtőin. Az alsó rész a Muraszombatot Vashidegkúttal összekötő aszfaltozott országút mentén fekszik, a Bodonci-patak mentén. A felső részen található a tűzoltóállomás. Innen a Muraszombat-Felsőlendva útra lehet kijutni.

## Története
A falu területén már a római korban éltek emberek. Ezt bizonyítják a határában talált halomsírok és egy nagyméretű római villa maradványai.
Első írásos említése 1365-ből való "Pucafolua" néven. 1365-ben Széchy Péter fia, Miklós dalmát-horvát bán és testvére, Domonkos erdélyi püspök kapták királyi adományul és cserébe a Borsod vármegyei Éleskőért, Miskolcért és tartozékaikért Felsőlendvát és tartozékait, mint a magban szakadt Omodéfi János birtokát. A település a későbbi századokon át is birtokában maradt ennek családnak. Az 1366-os beiktatás alkalmával részletesebben kerületenként is felsorolják az ide tartozó birtokokat, melyek között a falu "Pusouch in districtu Waralyakunriky" alakban (azaz a váraljakörnyéki kerülethez tartozó Pusóc) szerepel. 1698-ban a faluban 30-an laktak.
Az 1687. szeptember 15-én a vasvári káptalan előtt kelt szerződés szerint gróf Kéry Ferenc és neje gróf  Széchy Julianna több más birtokukkal együtt eladja gróf Szapáry Péternek „Pusócz” faluban levő birtokát is.
Vályi András szerint " PUZONCZ, vagy Pusócz. Elegyes magyar falu Vas Vármegyében, földes Ura Gróf Szapáry, és több Uraságok, lakosai katolikusok, fekszik Hidegkútnak szomszédságában, mellynek filiája, határja középszerű, vagyonnyai külömbfélék, második osztálybéli."
Fényes Elek szerint „Puczócz, vindus falu, Vas vmegyében, a muraszombati uradalomban, 109 evang. lak.”
Vas vármegye monográfiája szerint „Pálmafa, Lendvamenti vend község, 47 házzal és 262 ev. lakossal. Postája Bodóhegy, távírója Mura-Szombat. Itt ömlik a Bodó patak a Lendvába.”
1910-ben 289, túlnyomórészt szlovén lakosa volt. A trianoni békeszerződésig Vas vármegye Muraszombati járásához tartozott. 1919-ben átmenetileg a de facto Mura Köztársaság része lett, majd a Szerb–Horvát–Szlovén Királysághoz csatolták, ami 1929-től Jugoszlávia nevet vette fel. 1941-ben átmeneti időre ismét Magyarországhoz tartozott, 1945 után visszakerült jugoszláv fennhatóság alá. 1991 óta a független Szlovénia része.

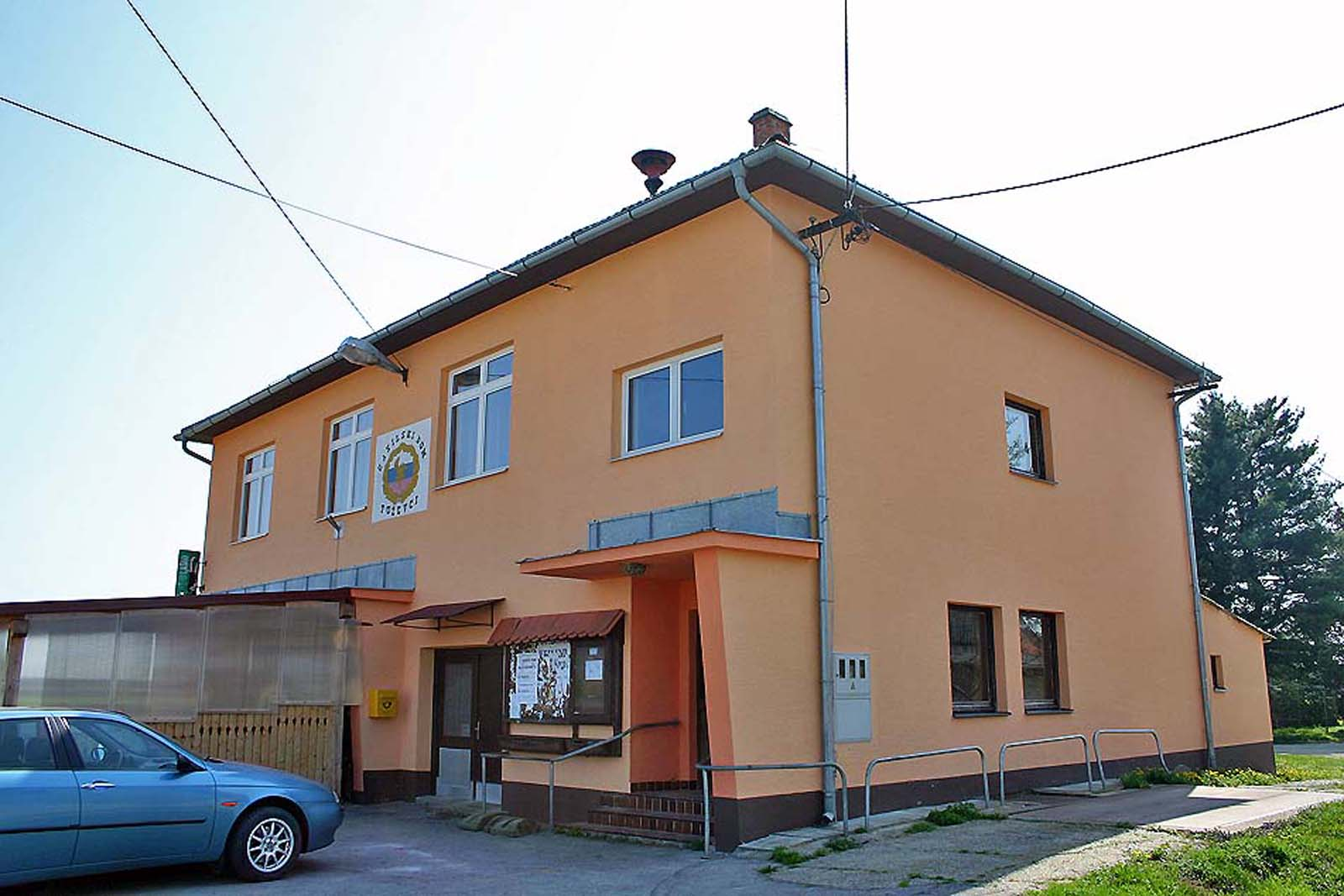
Az önkéntes tűzoltóság épülete

2001-ben a faluban összesen 57 család élt, ami 193 főt jelentett. A falusiak közül 42-en helyben dolgoznak, 51-en nyugdíjasok. Az aktívak főként a mezőgazdaságban dolgoznak: szarvasmarhát tenyésztenek és tejet értékesítenek, vagy cukorrépát termesztenek. Mindazonáltal az állattenyésztés jelentősen visszaesett az 1990-es években. 2001-ben 18 gazdaság működött az iparban, tíz évvel korábban még 42. Kizárólag mezőgazdaságból csak egy farm élt, 11 évvel korábban még 18 ilyen volt. Minden egyéb a mezőgazdasági üzemekben folyik. A háztartások tagjai közül legalább egy személy más ágazatban dolgozik. Tervezik a falu csatornázását. 2002-ben 194 lakosa volt.

## Nevezetességei
- evangélikus kápolnája 1890-ben épült neogótikus stílusban.
- Határában az erdőben római kori halomsírok találhatók.
- Határában római „villa rustica” maradványai kerültek elő.